# Entre Pancho Villa y una mujer desnuda
Entre Pancho Villa y una mujer desnuda é um filme de drama mexicano de 1996 dirigido e escrito por Sabina Berman e Isabelle Tardán. Foi selecionado como representante do México à edição do Oscar 1997, organizada pela Academia de Artes e Ciências Cinematográficas.

## Elenco
- Diana Bracho - Gina López
- Arturo Ríos - Adrián Pineda
- Jesús Ochoa - Pancho Villa
- Daniela Luján - Daniela
- María Fernanda García - Mulher nua